# Lastreopsis decomposita
Lastreopsis decomposita är en träjonväxtart som först beskrevs av Robert Brown, och fick sitt nu gällande namn av Tindale. Lastreopsis decomposita ingår i släktet Lastreopsis och familjen Dryopteridaceae. Inga underarter finns listade.